# D-dimer
D-dímêr je  fibrinopeptid, ki nastaja pri raztapljanju krvnega strdka oziroma je eden od razgradnih produktov fibrina. Tako je poimenovan, ker vsebuje dva fragmenta D fibrinske beljakovine, ki sta med seboj povezana.
Koncentracijo D-dimera je možno določiti s krvnim testom, kar je v pomoč pri diagnozi trombotičnih stanj v telesu. Na voljo so encimsko-imunske (ELISA) in aglutinacijske preiskave. Test na D-dimer ima visoko negativno napovedno vrednost (nizke vrednosti predstavljajo majhno verjetnost za patološko trombotično dogajanje v telesu), pozitivni rezultat pa je lahko posledica različnih dejavnikov. Zato se uporablja zlasti za izključitev tromboembolične bolezni pri posameznikih, pri katerih je verjetnost za tako bolezen nizka, pa tudi za diagnozo diseminirane intravaskularne koagulacije. Pri covidu 19 je visoka vrednost d-dimera (štirikratno povišanje) močan napovedni kazalnik za smrtnost.

## Klinični pomen
Prisotnost D-dimerov vedno dokazuje aktivno fibrinolizo. D-dimer nastaja v telesu zaradi endogene fibrinolize tudi pri zdravih, poveča pa se pri stanjih s prekomerno aktivacijo koagulacije. 
Koncentracija D-dimerja je lahko povečana pri številnih stanjih, kot so okužbe, tumorji, poškodbe ali operacije, opekline, krvavitve, ishemična bolezen srca, možganska kap, periferna arterijska bolezen, anevrizme, vnetne bolezni in nosečnost, pa tudi v starosti.